# 聖盧西亞 (米蘭達州)
10°15′38″N 66°39′50″W / 10.2606°N 66.6639°W
聖盧西亞（西班牙語：Santa Lucía），是委內瑞拉的城鎮，位於該國北部米蘭達州，是帕斯卡斯蒂略市的首府，始建於1621年2月10日，海拔高度150米，面積478平方公里，2011年人口112,357，人口密度每平方公里205.82人。